# Marijan Mikac
Marijan Mikac (Senj 29. siječnja 1903. – 16. ožujka 1972. na brodu na Atlantskom oceanu pri povratku iz Europe u Australiju), hrvatski domovinski i iseljenički književnik, pisac, pjesnik, novinar, publicist i filmski stručnjak, pionir hrvatskog filma. Stvarao je i na srpskom jeziku (u početku) i na španjolskom. Začetnik je profesionalne filmske proizvodnje u Hrvatskoj. Omogućio je snimanje prvog hrvatskog umjetničkog filma Lisinski.

## Životopis
Rodio se je 1903. u Senju. Prve razred pomorske pohađao u Senju, a nastavio i okončao srednju u Bakru gdje je išao u najstariju hrvatsku pomorsku školu, Pomorsku akademiju "Nautika" u Bakru. U struci je radio neko vrijem, nakon čega djeluje kao novinar, književnik, publicist i filmski stručnjak. Krajem 1920-ih otišao je živjeti i raditi u Sjedinjene Američke Države gdje je bio zaposlenik velikih filmskih kuća kao par godina u "20 Century Fox Film" i desetljeće u "Paramount Pictures". Iskustva je prenio u ratnu Hrvatsku. Postao je upraviteljem Državnog slikopisnog zavoda "Hrvatski slikopis" ("Croatia mm"). Znanja je usavršio studijskim boravcima u Francuskoj i Njemačkoj. U Titovoj Jugoslaviji ga je nova vlast zatvorila u koncentracijski logor[koji?] i sudila. Imao je dobre veze pa je isposlovao puštanje na slobodu. Zbog neizvjesna okružja koje je stalno nosilo pogibao novog uhićenja, zlostavljanja i smrti, u drugoj polovici 1947. emigrirao je s cijelom obitelji u Trst, a na godinu u Argentinu. Polovicom 1960-ih nastanio se je u Australiji. Koju godinu zatim odselio je doselio u Španjolsku, od kamo se opet vratio ubrzo u Australiju. Umro je tijekom plovidbe na Atlantskom oceanu 16. ožujka 1972., na brodu kojim se iz Europe vraćao u Australiju.
Bio je suradnik časopisa Zenit.
1941. je u Hrvatskoj imenovan ravnateljem u Državnom ravnateljstvu za film. Začetnik profesionalne filmske proizvodnje u Hrvatskoj. Omogućio je snimanje prvog hrvatskog umjetničkog filma Lisinski.
Nakon sloma NDH Marijan Mikac je bio primoran napustiti Hrvatsku i postao hrvatski emigrantski pisac.
U kulturnom životu emigracije njegova djelatnost je bila ispunjena u prvom redu samostalnošću i neovisnošću hrvatske države.
U samostalnoj državi zagrebačka nakladnička kuća "Vedis" i Ogranak Matice Hrvatske iz Senja su 2016. godine zajednički izdali pretisak njegovog kapitalnog djela "Film u Nezavisnoj Državi Hrvatskoj", kojeg je za tisak priredio i napisao opširan pogovor Veljko Krulčić.
Nakon "Filma u Nezavisnoj Državi Hrvatskoj" nakladnička kuća "Vedis" objavila je još dvije knjige Marijana Mikca, obe u tvrdom uvezu - roman "U povorci smrti" (2017) i zbirku pripovijedaka "Mornari, žene, leševi" (2019). 
Izašla je i knjiga svjedočanstva iz prve ruke dr Giuseppe Masuccija "Misija u Hrvatskoj 1941. – 1946." (dnevnik vatikanskog diplomate u tih pet turbulentnih godina), kojeg je Marijan Mikac preveo i pripremio za tisak, a koji je izvorno objavljen 1967. godine u Madridu.

## Djela
Objavio je djela:
- Efekt na defektu (zenitistička poezija; na srpskom) 1923.

- Fenomen majmun (zenitistički roman; na srpskom), 1925.

- Pod teretom lengera (crtice; na srpskom), 1926.

- Doživljaji Morica Švarca u Hitlerovoj Njemačkoj. Povijest i kultura Židova (satirični roman), 1937.

- Mornari, žene, leševi (pripovijesti), 1942.

- Tri godine rada Hrvatskog slikopisa, 1944.

- Vidas sin valor (pripovijetke na španjolskom), 1951.

- U povorci smrti (roman), 1954.

- Las Aventuras de Moritz Schwarz (roman "Doživljaji Morica Švarca u Hitlerovoj Njemačkoj" preveden na španjolski), Buenos Aires,1959.

- Misija u Hrvatskoj (priredio za tisak, napisao predgovor i komentare za ovaj dnevnik Giuseppea Masuccia, tajnika opata Marconea, koji je bio posebni izaslanik Pia XII. kod hrvatskog Episkopata u doba NDH), 1967.

- Majčin hljeb (roman), Madrid, 1968.

- Film u Nezavisnoj Državi Hrvatskoj, Madrid,1971.

## Nagrade i priznanja
- Šimun Šito Ćorić uvrstio ga je u svoju antologiju 60 hrvatskih emigrantskih pisaca. Za zbirku pripovijedaka na španjolskom jeziku "Vidas sin valor" dobio je uglednu argentinsku književnu nagradu.[1]

## Vanjske poveznice
- Avantgarde musem
- Hrčak